# Heilig Hartgroeve

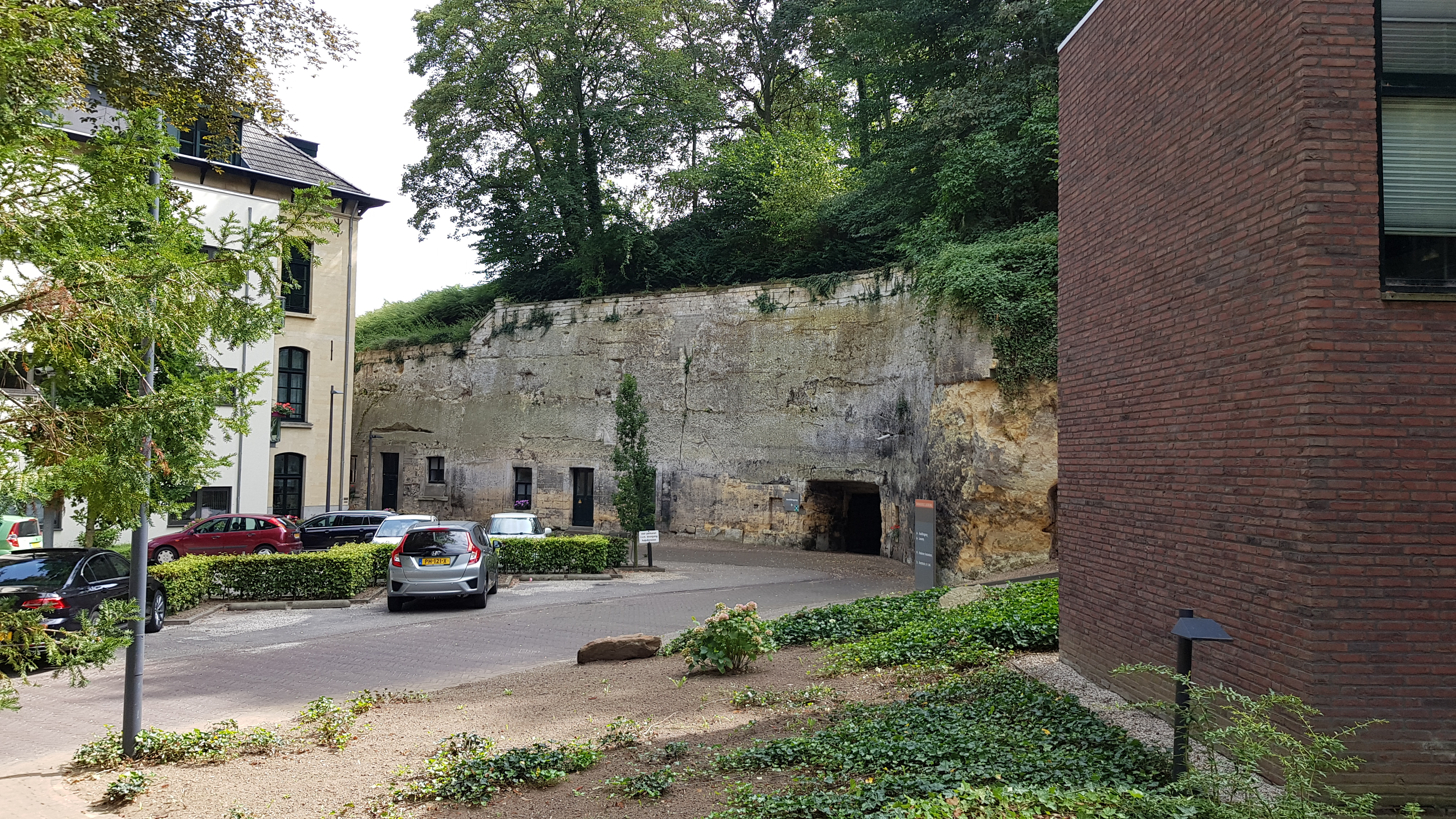
ingang van de Heilig Hartgroeve

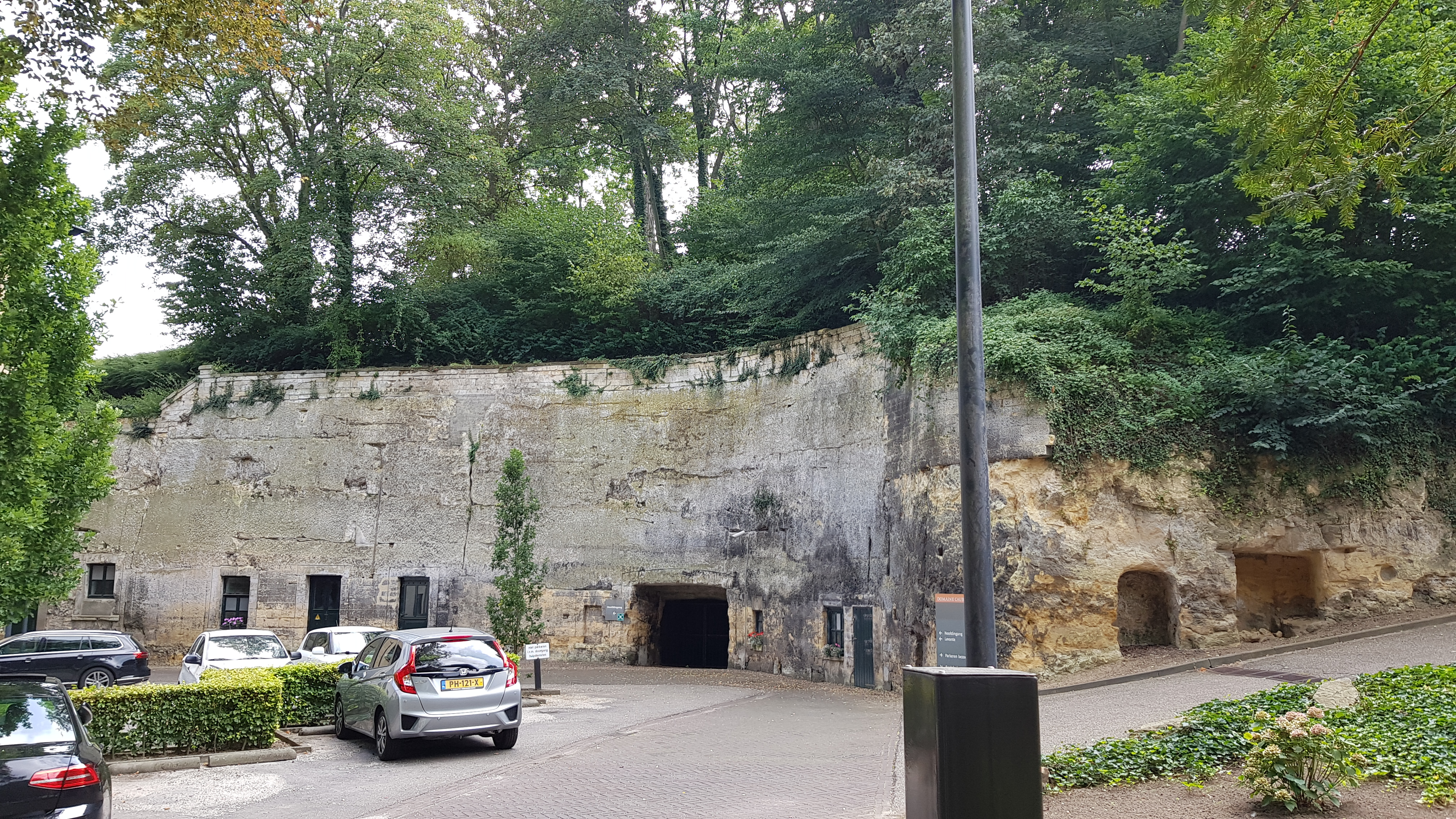
ingang van de Heilig Hartgroeve

De Heilig Hartgroeve is een Limburgse mergelgroeve in de Nederlandse gemeente Valkenburg aan de Geul in Zuid-Limburg. De ondergrondse groeve ligt aan de zuidwestkant van Valkenburg aan de Cauberg op de noordelijke rand van het Plateau van Margraten in de overgang naar het Geuldal. Ter plaatse duikt het plateau een aantal meter steil naar beneden. De groeve ligt op het terrein van ECR Domaine Cauberg, het voormalige Ursulinenklooster.
Op ongeveer 200 meter naar het zuidwesten ligt de ingang van de Trichterberggroeve en naar het westen bevindt zich de Begraafplaats Cauberg en de Grotwoning Tante Ceel. Naar het noorden en noordoosten liggen aan de overzijde van de straat de Lourdesgrot en de ingang van de Gemeentegrot.

## Geschiedenis
In de 19e en 20e eeuw werd de groeve ontgonnen door blokbrekers.
Tijdens de Koude Oorlog werd er in de groeve een schuilkelder ingericht. Hier bevond zich ook de commandobunker van de Bescherming Bevolking.

## Groeve
De Heilig Hartgroeve staat ondergronds in verbinding met de Gemeentegrot.
De groeve heeft een oppervlakte van 3669 vierkante meter en een ganglengte van ongeveer 392 meter.